# Lille Darum
Lille Darum er en landsby beliggende i Darum Sogn (indtil Kommunalreformen i 1970 Gørding Herred Ribe Amt).

## Historie
Darum omtales første gang ca. 1340 som Darrum. Endelsen -rum betyder en "åben plads fremkommet ved rydning". Hvornår byen er blevet delt i Store Darum og Lille Darum vides ikke.
Lille Darum landsby bestod i 1682 af 8 gårde. Det samlede dyrkede areal udgjorde 92,4 tønder land skyldsat til 29,01 tønder hartkorn. Dyrkningsformen var alsædebrug med 1 vang.